# Plaza Alonso García Bravo
La plaza Alonso García Bravo es una plaza pública ubicada en el barrio de  la Merced, ubicado al oriente del Centro Histórico de la Ciudad de México, en la delegación Cuauhtémoc. Las calles que la delimitan son: la calle Manzanares al Norte, la Calle Talavera al Este y la Calle Jesús María al oeste. Por el lado sur se encuentra flanqueada por el ex convento de la Merced al cual la plaza está ligada históricamente ya que originalmente fue parte del atrio del templo principal, el cual funcionaba como cementerio.

## Breve Historia
En 1595 los religiosos Mercedarios fundan su convento al oriente de la antigua Ciudad de México. El convento era considerado uno de los más lujosos de la Nueva España, y era famoso por su templo con artesonado mudéjar, que fue el único de la ciudad que se conservó íntegro hasta el siglo XIX.
Tras la aplicación de las Leyes de Reforma, en 1861 los religiosos mercedarios abandonaron el Convento y en 1862 se autorizó la creación de una nueva plaza de mercado en los terrenos del convento, para lo cual este fue demolido casi en su totalidad, conservándose solo el claustro principal y el claustro del noviciado, el cual también albergó dependencias del mercado, que fue inaugurado en 1863.
En 1880 se construyó un nuevo mercado, obra del arquitecto Antonio Torres Torija que contaba con una estructura mixta de columnas de piedra y armadura y techo metálicos, con el fin de protegerlo de la intemperie y mejorar su imagen y sus condiciones de higiene. Para mediados del siglo XX, el mercado estaba desbordado y fue necesario reubicarlo, lo cual se realizó en 1957 en un nuevo edificio construido exprofeso por el arquitecto Enrique del Moral, dando origen al actual Mercado de la Merced. El anterior mercado fue demolido, quedando libre el espacio donde se ubica la plaza, la cual fue nombrada Alonso García Bravo en honor al alarife que realizó la traza de la Ciudad de México en 1522 por órdenes de Hernán Cortés
En 1976 se colocó en la plaza el monumento a Alonso García Bravo en el cual fue realizado por Tomás Chávez Morado, quien lo representó realizando la traza de la ciudad a bordo de una barcaza junto con dos indígenas.

## Atractivos principales
La plaza tradicionalmente es considerada el corazón del barrio de la Merced y se encuentra rodeada de edificios históricos que le proporcionan una uniformidad de estilo al conjunto.
De los edificios que rodean la plaza, además del convento de la Merced, destacan en la esquina noroeste de la plaza la casa de la manita, un edificio del siglo XVIII remodelado a finales del siglo XIX. También es importante mencionar en la esquina noroeste de la plaza el edificio del pasaje de las papas, construido en estilo neocolonial con detalles art déco, el cual se ubica en el lugar donde estuvo la Casa de niños expósitos, fundada en 1766 por el arzobispo Francisco Antonio de Lorenzana y establecida 21 de enero de 1772 frente al convento de la Merced. La casa funcionó en este lugar hasta principios del siglo XX cuando se trasladó a la colonia Algarín y el edificio fue demolido y construido el pasaje que como su nombre lo indica albergó bodegas de papas  durante el tiempo que funcionó el mercado de la Merced en la plaza.